# 蒙沙尔沃
蒙沙尔沃（法語：Montcharvot，法語發音：[mɔ̃ʃaʁvo]）是法国上马恩省的一个市镇，属于朗格勒区。

## 地理
蒙沙尔沃（47°54'5"N, 5°43'49"E）面积3.52 平方千米，位于法国大東部大區上马恩省，该省份为法国东北部内陆省份，北起马恩省和默兹省，西接奥布省，西南接科多尔省，东南接上索恩省，东临孚日省。
与蒙沙尔沃接壤的市镇（或旧市镇、城区）包括：波旁莱班、谢佐、上夸菲、瓦塞。

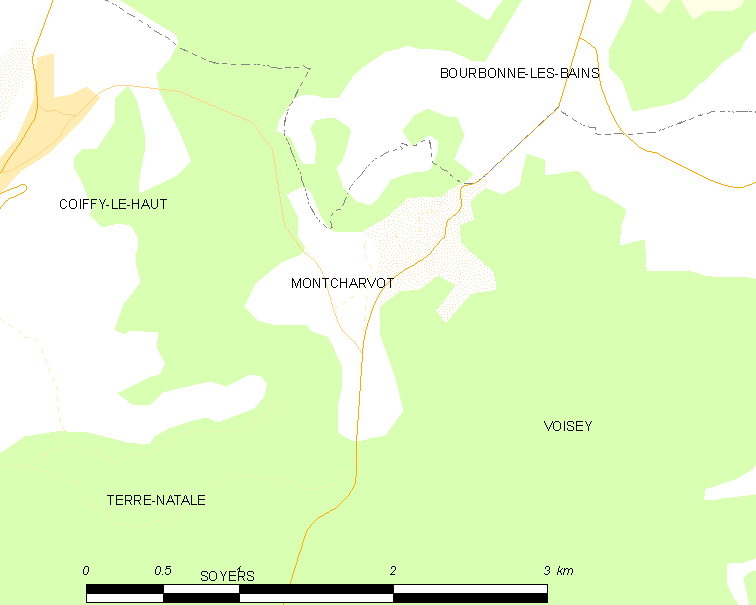
蒙沙尔沃的OSM定位图

蒙沙尔沃的时区为UTC+01:00、UTC+02:00（夏令时）。

## 行政
蒙沙尔沃的邮政编码为52400，INSEE市镇编码为52328。

## 政治
蒙沙尔沃所属的省级选区为波旁莱班县。

## 人口

1962-2008年间蒙沙尔沃人口变化图示

蒙沙尔沃于2022年1月1日时的人口数量为40人。